# Championnat provincial du Canada de rugby à XV
Le Championnat provincial du Canada de rugby à XV ou Canadian Rugby Championship ou encore C.R.C. est une compétition annuelle de rugby à XV organisée par la Fédération canadienne de rugby mettant aux prises 4 équipes représentatives des différentes fédérations régionales.

## Histoire
La compétition débute en 2009 et 6 matchs ont été joués dans un tournoi regroupant les 4 équipes. Les British Columbia Bears de la British Columbia Rugby Union remportent cette première édition. Le tournoi 2015 se déroule du 28 juin au 1er juillet 2015.

## Format
Le format du tournoi change au fil des ans et, actuellement, chaque équipe joue une demi-finale et une finale ou un match de classement.

## Les équipes

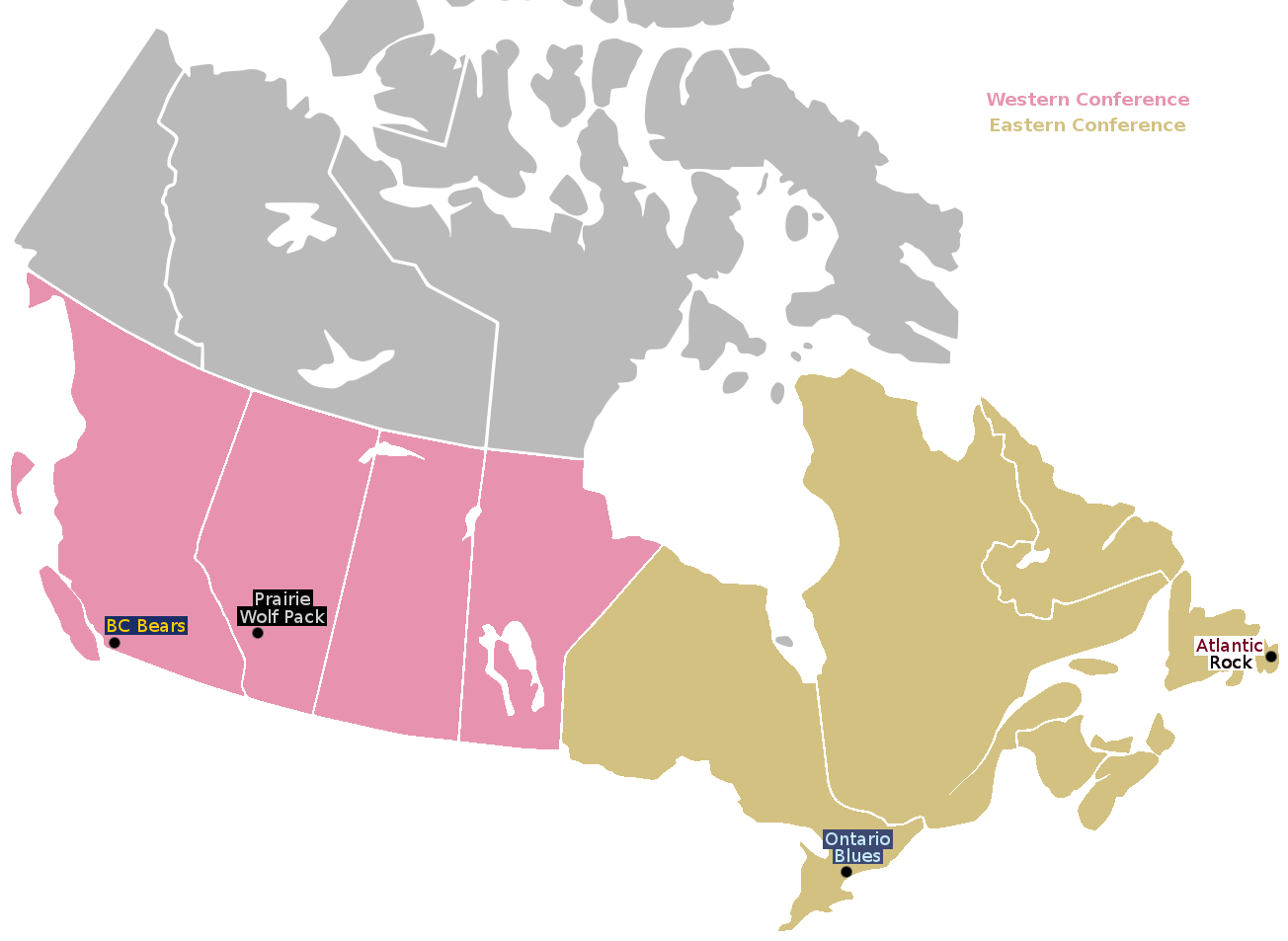

| Franchise              | Provinces(s)                              | Ville      | Stade              | Capacité |
| ---------------------- | ----------------------------------------- | ---------- | ------------------ | -------- |
| British Columbia Bears | Colombie-Britannique                      | Vancouver  | Stade Thunderbird  | 7 200    |
| Ontario Blues          | Ontario                                   | Markham    | Fletcher's Fields  | 3 200    |
| Prairie Wolf Pack      | Alberta MB / SK                           | Calgary    | Calgary Rugby Park | 7 500    |
| Atlantic Rock          | Terre-Neuve-et-Labrador QC / NB / NS / PE | Saint-Jean | Swilers Rugby Park | 6 500    |

## Palmarès
| Saison | Vainqueur                  | Score       | Finaliste              |
| ------ | -------------------------- | ----------- | ---------------------- |
| 2009   | British Columbia Bears     | Round-robin | Ontario Blues          |
| 2010   | Atlantic Rock              | Round-robin | Prairie Wolf Pack      |
| 2011   | Ontario Blues              | Round-robin | British Columbia Bears |
| 2012   | Ontario Blues              | Round-robin | Prairie Wolf Pack      |
| 2013   | Ontario Blues              | Round-robin | British Columbia Bears |
| 2014   | Ontario Blues              | Round-robin | Prairie Wolf Pack      |
| 2015   | Prairie Wolf Pack          | 33 - 25     | Ontario Blues          |
| 2016   | Ontario Blues              |             | Prairie Wolf Pack      |
| 2017   | British Columbia Bears (2) |             | Ontario Blues          |
| 2018   | Ontario Blues (6)          |             | Atlantic Rock          |

## Bilan
| Equipe                 | Titre(s) | Premier(s) - Dernier(s) |
| ---------------------- | -------- | ----------------------- |
| Ontario Blues          | 6        | 2018                    |
| British Columbia Bears | 2        | 2007                    |
| Atlantic Rock          | 1        | 2010                    |
| Prairie Wolf Pack      | 1        | 2015                    |